# Bộ Nội vụ (Indonesia)
Bộ Nội vụ (tiếng Indonesia: Kementerian Dalam Negeri hoặc Kemendagri) là một bộ của Chính phủ Indonesia chịu trách nhiệm về các vấn đề nội bộ quốc gia.
Bộ Nội vụ là một trong ba bộ, cùng với Bộ Quốc phòng và Bộ Ngoại giao, được đề cập rõ trong Hiến pháp Indonesia, do đó tổng thống không có thẩm quyền giải tán bộ.
Bộ trưởng Bộ Nội vụ đương nhiệm hiện nay là Tito Karnavian bắt đầu từ ngày 23 tháng 10 năm 2019.